# DOOM (일본의 밴드)
둠(DOOM)는 일본의 헤비 메탈밴드이다. 멤버 전원이 얼굴을 희게 칠하는 등의 기발한 메이크업을 하기도 하는데 이것은 미국의 유명한 록 밴드 키스의 영향이다.

## 개요
1985년 후지타, 코우는 둘이서 밴드를 결성했다. 1986년 코우의 권유로 히로카와가 밴드에 가입하여 삼인조가 되었다.
1987년 4 월 인디 레이블에서 앨범 'No More Pain'을 내놓아 5,000 장의 판매고를 올리며, 인디 차트 1 위가 된다. 또한 해외에서도 그 음악성이 높은 평가를 받아 발매 직후부터 전화 문의가 쇄도 할 정도였다. 독일에서 발행한 스래쉬 메탈 잡지에 등장하는 등 유럽을 중심으로 뉴욕 등에서도 큰 주목을 받았다.
1988년 2 월 빅터에서 미니 앨범 'Killing Field ... "로 메이저 데뷔. 10월 14일 ~ 19 일 미국 뉴욕의 라이브 하우스 PYLAMID, CBGB를 포함한 4 곳에서 라이브를 가졌다. 12 월, 앨범 "Complicated Mind"를 냈다. 1989년 3 ~ 7 월에 앨범 녹음을 위해 다시 뉴욕에 갔다. CBGB를 비롯해 동부의 공연장 십여개를 도는 투어도 가졌다. 8 월에 앨범 "Incompetent ..."를 발매했지만, 귀국 후에 행해진 라이브 투어를 마치고 히로카와는 밴드를 탈퇴했다.
1991년 헤비 메탈 밴드GASTUNK의 멤버였던 고바야시 "PAZZ" 시게루가 밴드에 가입한다. 3 월에 앨범 "HUMAN NOISE"를 발매했지만 이후 점차 인디에서 활동하게 되었으며 1992년 11 월 앨범 "Illegal Soul"을 내었지만 이후 활동이 침체기로 들어간다. 리더 코우가 1994년에 무단 이탈했으며 결국 1999년 5월 7일, 코우가 불의의 사고로 36 세의 젊은 나이로 죽는다. 99년 11 월에 후지타, DEF MASTER의 Yu-mi 두 사람의 공동 작업 앨범 'Where Your Life Lies! "을 DOOM의 이름 아래 발표했다. 지금까지의 밴드 사운드와는 다른 본격적인 인더스트리얼 음악이 담긴 앨범이다.
2000년부터는 DOOM은 리더 후지타의 솔로 활동에 가깝게 라이브를 했지만, 모로타 코우의 사망 이후 새로운 음원은 발표되지 않았으나, 2014년 이후 후지타가 밴드를 재결성하여 활동중이다.
프로그레시브 록, 하드 코어, 블루스, 재즈 등 다양한 장르의 영향을 받은 독자적인 메탈 사운드이지만, 특이한 멜로디 감각이 있어서 그다지 장르에 국한되지 않는 음악성을 가지고 있다. 아주 테크니컬한 연주력을 가지고 있으며, 변박자를 많이 사용하는 복잡한 리듬감을 가지고 있다. 특히, 모로타 코우의 플랫리스 기타에서 나오는 긴장감있는 연주는 압도적인 존재감을 가져 하드록계의 자코 파스토리우스라는 평을 들을 정도였다.
"Go Mad Yourself!"~ "No More Pain ..."까지 스래쉬 메탈을 중심으로 어두운 분위기를 느끼게하는 곡이 많았다. 이후 'Killing Field ... "에서 아방가르드의 요소가 강해졌고 "Complicated Mind "나 "Incompetent ... " 두 작품에서는 하드록 느낌이 강해졌다. "HUMAN NOISE"이후의 작품에서는 사운드 효과를 사용하여 노이즈 음악적인 접근을 보이는 등 계속 사운드가 변해갔다. 라이브 하우스 CBGB의 운영자는 "DOOM은 강렬한 독창성을 가진 굉장한 밴드이다"라고 평가했다.

## 음반 목록
- - DOOM（1986）데모
  - Go Mad Yourself!（1986.5）EP
- No More Pain...（1987.4.3）1집
  - 2015년 완전판 재발매[1]
- Killing Field...（1988.2.21・VDR-9059/再発2007.1.24・VICL-62213）2집
- Complicated Mind（1988.12.16・VDR-1577/再発2007.1.24・VICL-62214）3집
- Incompetent...（1989.8.21・VDR-1635/再発2007.1.24・VICL-62215）4집
- HUMAN NOISE（1991.3.21・VICL-116/再発2007.1.24・VICL-62216）5집
- Illegal Soul（1992.11.20）6집
- WHERE YOU LIFE LIES!?（1999.11.21）7집
- STILL CAN'T THE DEAD (2016/3/2) 8집

## 구성원
- 후지타 타카시 (기타 & 보컬) :LUNA SEA의 베이시스트 J와 협연했다.
- 모로타 코우 (베이스 기타) 이후 치바 마사미로 교체
- 히로카와 조이치 (드럼) 이후 고바야시 시게루로 교체